# 納瓦特里克
納瓦特里克是洪都拉斯的一個村莊，位於薩爾瓦多邊境附近，有大約6500人居住。洪都拉斯和薩爾瓦多長久以來都有邊界爭議，納瓦特里克正是邊界爭議的其中一個地方，原因是大量的薩爾瓦多人經常移居到洪都拉斯，霸佔洪都拉斯人民的土地，兩國更1969年為此發生足球戰爭。直至1992年，海牙國際法庭才宣告納瓦特里克屬於洪都拉斯的領土，但問題是納瓦特里克大部分人口都是薩爾瓦多人，該批薩爾瓦多頓時失去薩爾瓦多公民的身分，洪都拉斯又不願為該村村民提供適切的援助，致使村民經常返回薩爾瓦多，加上村民過去都是將所伐得的林木運到薩爾瓦多，結果村民變成非法走私者。1998年，兩國政府協議承諾給予村民雙重國籍，村民能自由往返兩地，問題才得以解決。